# Vicente Blasco Ibáñez
Vicente Blasco Ibáñez (Valencia, 29 de enero de 1867-Menton, 28 de enero de 1928) fue un escritor, periodista y político republicano español, propulsor del naturalismo y del realismo. En torno a su figura y al periódico El Pueblo, fundado y dirigido por él, se desarrolló en la ciudad de Valencia un movimiento político republicano conocido como blasquismo.

## Biografía

### Inicios: escritor revolucionario y republicano

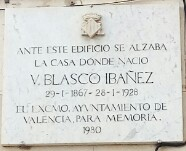
Placa en el lugar donde estaba la casa natal del autor en Valencia. Actualmente es la calle Editor Manuel Aguilar Muñoz (quien fue empleado de Blasco Ibáñez en la editorial Sempere).

Nacido en Valencia, fue hijo del comerciante Gaspar Blasco y de Ramona Ibáñez, ambos de origen aragonés. Según su propio testimonio, uno de sus primeros recuerdos fue la barricada levantada en su calle por los insurrectos durante la rebelión cantonal cuando tenía seis años, en los inicios de la Primera República Española (1873-1874). También recordaba haber visto a los héroes del Cantón, Cabalote y el Enguerino. El primer libro que leyó fue La historia de los girondinos de Lamartine y luego las obras de Victor Hugo, especialmente Los miserables. Según el historiador Ramiro Reig, «a partir de ese momento tuvo claro lo que iba a ser: escritor revolucionario».
En su formación política y literaria influyó la figura de Constantí Llombart, escritor radical de la Renaixença valenciana, en cuyas tertulias de republicanos se colaba de rondón y quien hizo del joven Blasco su heredero literario.
A los dieciséis años ya había fundado un periódico semanal que, al ser menor de edad, puso a nombre de un amigo suyo zapatero. Quiso ser marino, pero su dificultad para entender las matemáticas lo llevó a inclinarse por el derecho. Su gran capacidad de estudio le permitía preparar las materias de todo un año quince días antes de los exámenes. Cursó los estudios en la Universidad de Valencia y durante esos años perteneció a la tuna. Se licenció en 1888, aunque prácticamente no ejerció la carrera de Derecho.
Durante el tiempo de estudiante participó en diversas acciones de carácter republicano y anticlerical, como la de reventar los rosarios de la aurora que organizaba el arzobispado. Aunque esto no ha sido comprobado hasta la fecha se dice[¿quién?] que ingresó a los veinte años de edad en la masonería el 6 de febrero de 1887 adoptando el nombre simbólico de Danton; habría formado parte de la Logia Unión n.º 14 de Valencia y posteriormente de la Logia Acacia n.º 25.[cita requerida] Fue negro literario de Manuel Fernández y González, quien empleaba un número de ellos.
Comienza a implicarse en la vida política de Valencia al asistir a las reuniones que el Partido Republicano Federal organizaba en el casino de las Juventudes Federales. En sus primeras intervenciones en público descubre que está dotado de un tremendo poder de persuasión. Si su pluma es certera, no lo es menos su oratoria, capaz de enardecer al auditorio y entusiasmar a las gentes insuflándoles grandes sueños.
No es la llamada «cuestión social» de lucha de clases, planteada a lo largo del siglo XIX con los primeros brotes de socialismo activo y revolucionario, el problema fundamental para Blasco: más bien se enfrenta a la realidad de la Valencia de aquellos tiempos, en la que el analfabetismo del pueblo se unía a unas condiciones de vida precarias, y todo ello unido a unas creencias anquilosadas y enemigas de todo mejoramiento. Blasco Ibáñez se ve en la necesidad moral de denunciar los abusos y contribuir al progreso del pueblo.
Cuando el marqués de Cerralbo, líder carlista, llega a Valencia en 1890, Blasco lanza un llamamiento a los republicanos para que boicoteen la visita desde el periódico La Bandera Federal, que acababa de fundar. El propio Blasco reparte los pitos y el boicot es un éxito. Es acusado de injurias al poder público y tiene que huir vestido de pescador. Se oculta en algunos pueblos, pero finalmente llega a París, donde pasará el invierno de 1890 a 1891. Escribe crónicas de lo que ve para algunos periódicos y comienza su etapa periodística.

### Líder del republicanismo en Valencia (1892-1905)
Presentado candidato a diputado desde su exilio parisino para las elecciones de 1891, volvió a España ese mismo año aprovechándose de una amnistía general. Desde su vuelta hasta 1905 se dedica enteramente a la política, convirtiéndose en poco tiempo en el «político más popular de Valencia, y en el más temido por su capacidad de arrastrar a la gente».[cita requerida] «En Valencia no se puede salir a la calle sin el permiso del señor Blasco Ibáñez y de sus amigos», truena un diputado carlista...[cita requerida] Una cosa es cierta: Blasco vive intensamente la política, se patea los barrios de la ciudad y los pueblos de la provincia dando mítines, escribe diariamente en el periódico, es elegido diputado a Cortes en siete legislaturas. «Hasta que me cansé de serlo», explicará. Su primera elección como diputado por Valencia fue el 28 de abril de 1898, tres días después de haberse declarado la guerra con los Estados Unidos tras la voladura del Maine. Entre los años 1898 y 1908, ocupó escaño en el Congreso de los Diputados representando al partido republicano denominado Unión Republicana, entre el republicanismo unitario y el federalista. Más tarde, en 1909, se formó un partido independiente en Valencia con el nombre de Partido de Unión Republicana Autonomista (PURA).
En su actividad política, caracterizada por su oposición a la monarquía y por sus ideales republicanos, fue clave el periódico El Pueblo, que fundó en noviembre de 1894. En él escribió cerca de mil artículos, e incontables gacetillas o crónicas sin firma. Su originalidad estribaba, además de en su precio (la mitad que el resto de la prensa valenciana), en sus titulares, en los folletones que escribía el propio Blasco en los que los lectores de las clases populares se reconocían y que se confundían con la historia política y social que el periódico contaba día a día de forma no menos folletinesca, y en «su estilo desenfadado en el que se iban mezclando, con hábil dosificación, el melodrama, la comicidad y la pedagogía».
Al mismo tiempo organizó y lideró en Valencia un movimiento de masas, al estilo de los que comenzaban a implantarse en Europa, cuyas bases eran el nuevo proletariado industrial y el antiguo artesanado —lo que se comenzaba a llamar las clases trabajadoras. «En una época (la de la Restauración en España) en que los diputados eran encasillados por el ministro de la Gobernación y salían elegidos sin ni siquiera ser conocidos de sus votantes, la presencia cordial y cercana, a la par que incandescente, del gran hombre, en los mítines, en los casinos y en la calle, suponía una ruptura en la forma de hacer política».
La base organizativa del movimiento la constituían la red de los siete casinos republicanos distribuidos estratégicamente por los barrios populares de la ciudad de Valencia, además del casino central, donde funcionó una universidad popular. Los casinos eran centros de reunión y espacios de sociabilidad para «la gente de ideas avanzadas, enemigos de los curas y partidarios de la república social», que proporcionaban una identidad individual y colectiva, en una época en que bastantes personas se definían por la ideología que profesaban y se enorgullecían de ello («yo soy republicano de toda la vida»). Eran un instrumento para la rápida movilización ciudadana, pues en pocas horas centenares de personas acudían a la cita anunciada por el diario El Pueblo, ya fuera para recibir con vítores a Canalejas, para manifestarse en favor de las escuelas laicas o para boicotear una procesión. Además los casinos desplegaban una actividad cultural muy variada y de enorme vitalidad, «con una especial sensibilidad ante todo lo concerniente a los derechos humanos».

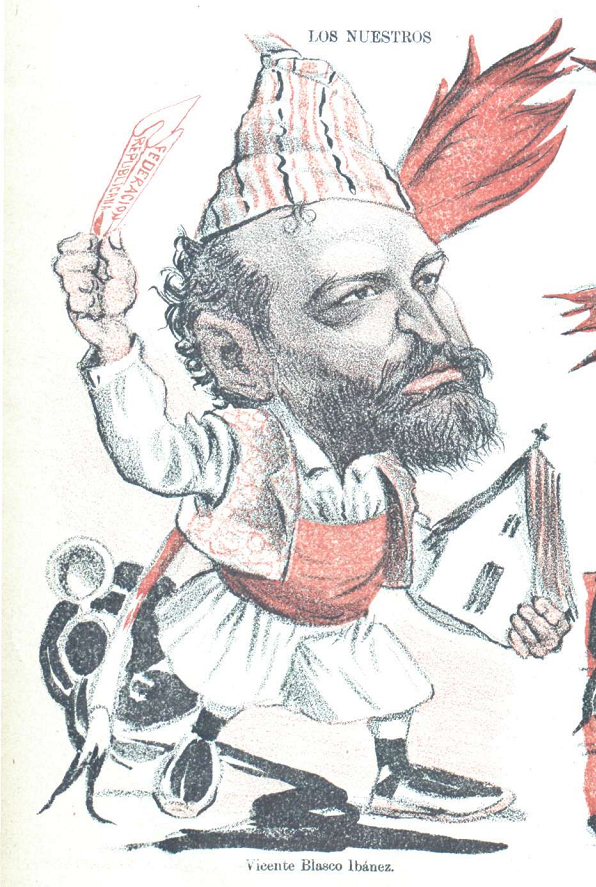
Caricatura de Blasco Ibáñez en la revista Don Quijote (1902)

Se configuró en torno a su figura un movimiento político denominado blasquismo, que propugnaba el republicanismo, el anticlericalismo y el reformismo económico mediante la difusión de la propiedad. Uno de cuyos antecedentes se puede encontrar en los sans-culottes de la Revolución francesa, defensores del principio roussoniano de que la soberanía popular no se delega, sino que se ejerce, de ahí la movilización continua de los blasquistas en la calle. El movimiento fue hegemónico en la ciudad de Valencia y ganador de todas las elecciones entre 1898 y 1933. Su fuerza, según Ramiro Reig, «estuvo en la asunción de la cultura popular y en su identificación con la cultura republicana. La utilización del lenguaje espontáneo de la calle y de formas desgarradas y plebeyas, de la sociabilidad mediterránea y de su afición por el tumulto y el ruido, de las relaciones de barrio y de las fiestas, hicieron que el republicanismo fuera no solo la expresión política de las clases populares, sino de su manera de ser, de hablar y de imaginar la vida. Los problemas de este planteamiento populista saltan a la vista: la derivación de los residuos emocionales, por decirlo como Pareto, hacia formas de exaltación irracional (simplismo anticlerical, valencianismo grosero, partidismo tribal)».
Durante este periodo fue perseguido por la justicia en tres ocasiones. La primera, que le costó el encarcelamiento, por un alboroto anticlerical contra una expedición de peregrinos que se dirigía a Roma (en 1892 había publicado un novelón contra los jesuitas titulado La araña negra).
La segunda vez fue en 1896 por soliviantar a las masas contra la guerra de Cuba, lo que le obligó a huir a Italia. Durante su estancia en Italia, la nostalgia de su tierra le hizo abocarse a una incesante labor literaria. Surgió así En el país del arte, que sería una de las mejores guías de Italia. La fastuosidad de los monumentos y la grandeza de su historia pasaron por la pluma de uno de los mejores escritores descriptivos de nuestro tiempo. Todas estas crónicas fueron publicadas en sucesivas entregas en su periódico. La catedral de Milán, el foro romano, en el que la imaginación del artista evoca la victoriosa entrada de las legiones romanas, el Vaticano, las obras de Miguel Ángel y Rafael, la Capilla Sixtina, Nápoles, Pompeya, Florencia, Venecia son descritos con una maestría inusitada. Ya de regreso a Valencia fue apresado y pasó el invierno de 1896 a 1897 en la cárcel de San Gregorio. Allí escribió El despertar de Budha, relato que narra la historia del gran místico Siddharta Gautama cuando huye del palacio de su padre para alcanzar la iluminación bajo el árbol Bodhi.
La tercera vez en que Blasco tuvo problemas con la justicia fue en 1898, cuando encabezó encrespadas manifestaciones contra la monarquía que le llevaron a prisión.

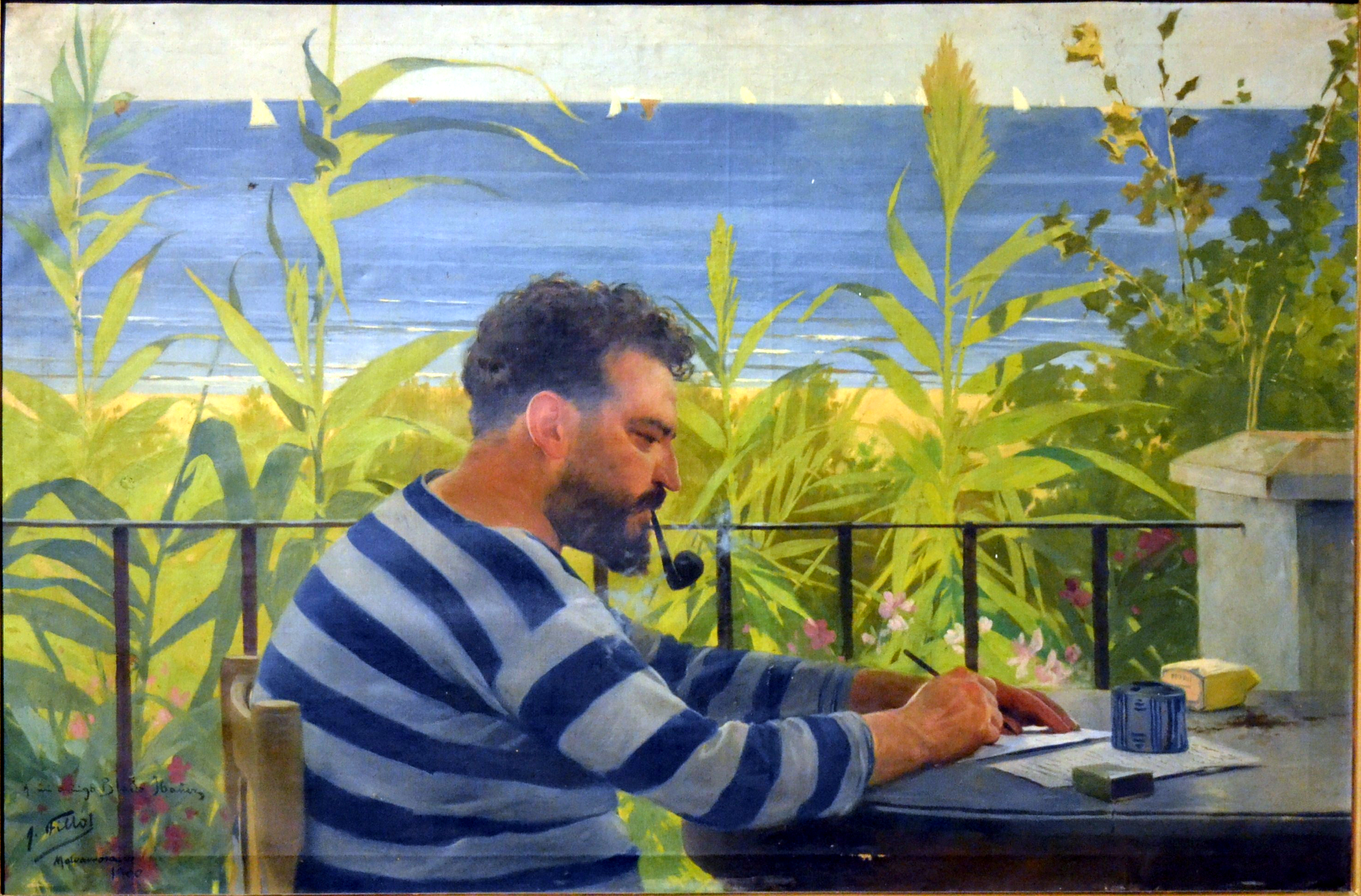
Retratado hacia 1900 por Antonio Fillol Granell

«No resulta contradictorio que sea precisamente, en estos años de activismo político cuando escriba sus mejores novelas, las valencianas (Arroz y tartana, 1894; Flor de Mayo, 1895; La barraca, 1898; Entre naranjos, 1900; Cañas y barro, 1902) y algunas de las sociales (La catedral, 1903; El intruso, 1904; La bodega, 1905; La horda, 1906). Mientras en las obras de ficción de su última época el texto sirve como evasión de la realidad, las novelas naturalistas la afrontan, asignando a la política el papel de transformarla. Se podría decir que la política blasquista parte de la realidad descrita en las novelas y sobre ella pretende construir la verdadera historia».

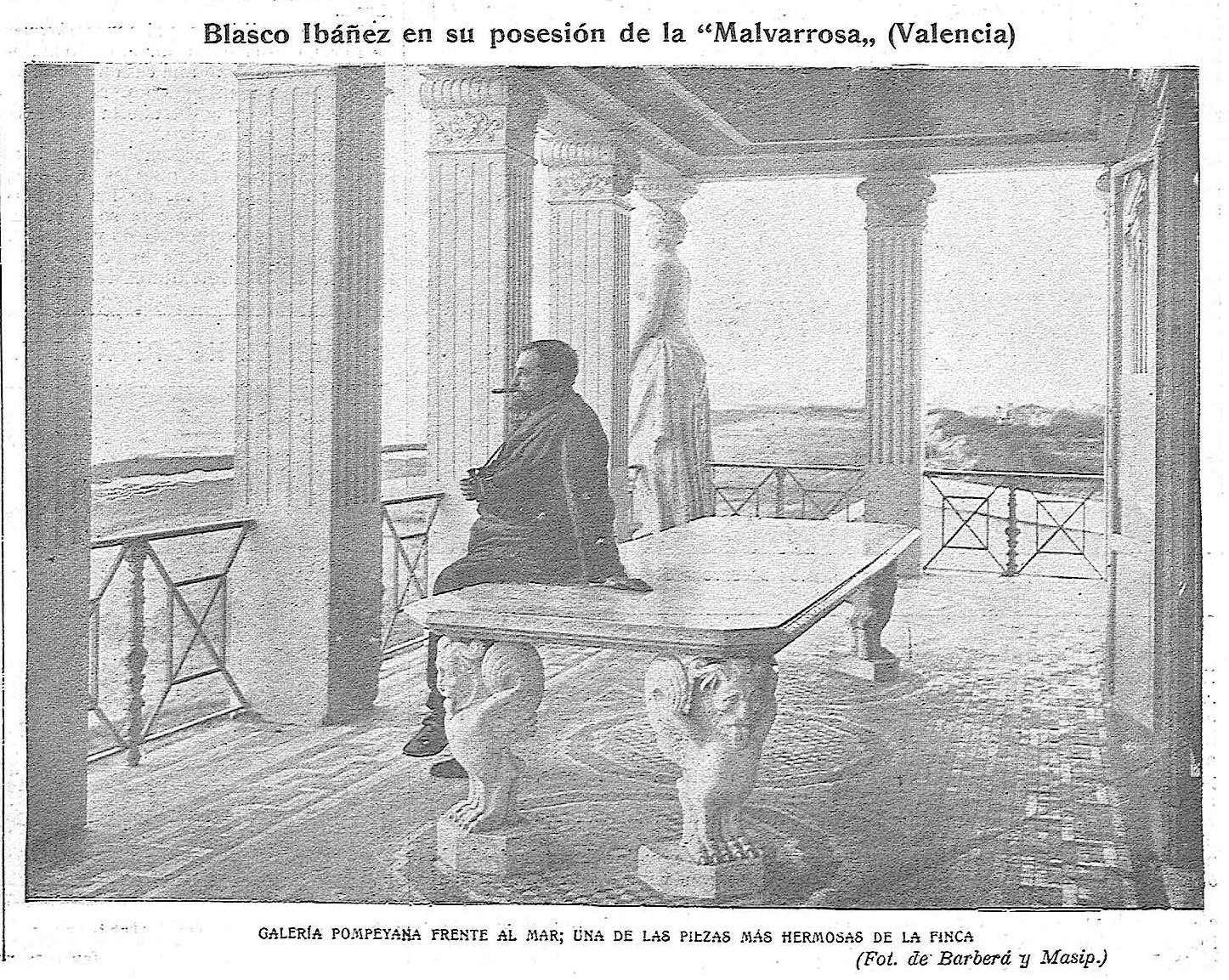
Blasco Ibáñez en su posesión de la Malvarrosa (El Gráfico, 1904)

También durante esos años inicia la tarea editorial, fundando con su amigo Francisco Sempere la editorial Prometeo, que publica a precios asequibles no solo sus obras, sino las de autores clásicos y contemporáneos como Aristófanes, Shakespeare, Quevedo, Maupassant, Zola, Gorki, Tolstoi, Dostoievski, Dumas, Hugo, Poe, London, Conan Doyle, Voltaire, Kropotkin, Nietzsche, Darwin o Marx.
En sus estancias en Madrid al ser elegido diputado entre 1898 y 1905, escribe crónicas para El Pueblo describiendo la ciudad, al igual que hizo en París y en Italia. En la Villa y Corte residió al final del Paseo de la Castellana. En la capital, visita a sus amigos valencianos los hermanos Benlliure: Mariano, el famoso escultor que posteriormente esculpiría una estatua con la efigie del novelista, y Juan Antonio, el pintor. Su estudio, dice Blasco, es el templo a la camaradería artística.[cita requerida] Además frecuenta la librería de Fernando Fe, donde se relaciona con los intelectuales de su tiempo, Luis Morote, Santiago Rusiñol y Emilia Pardo Bazán. Conoce también a Rodrigo Soriano, periodista de El Imparcial, que se convertirá primero en un gran amigo y, posteriormente, en su peor enemigo.

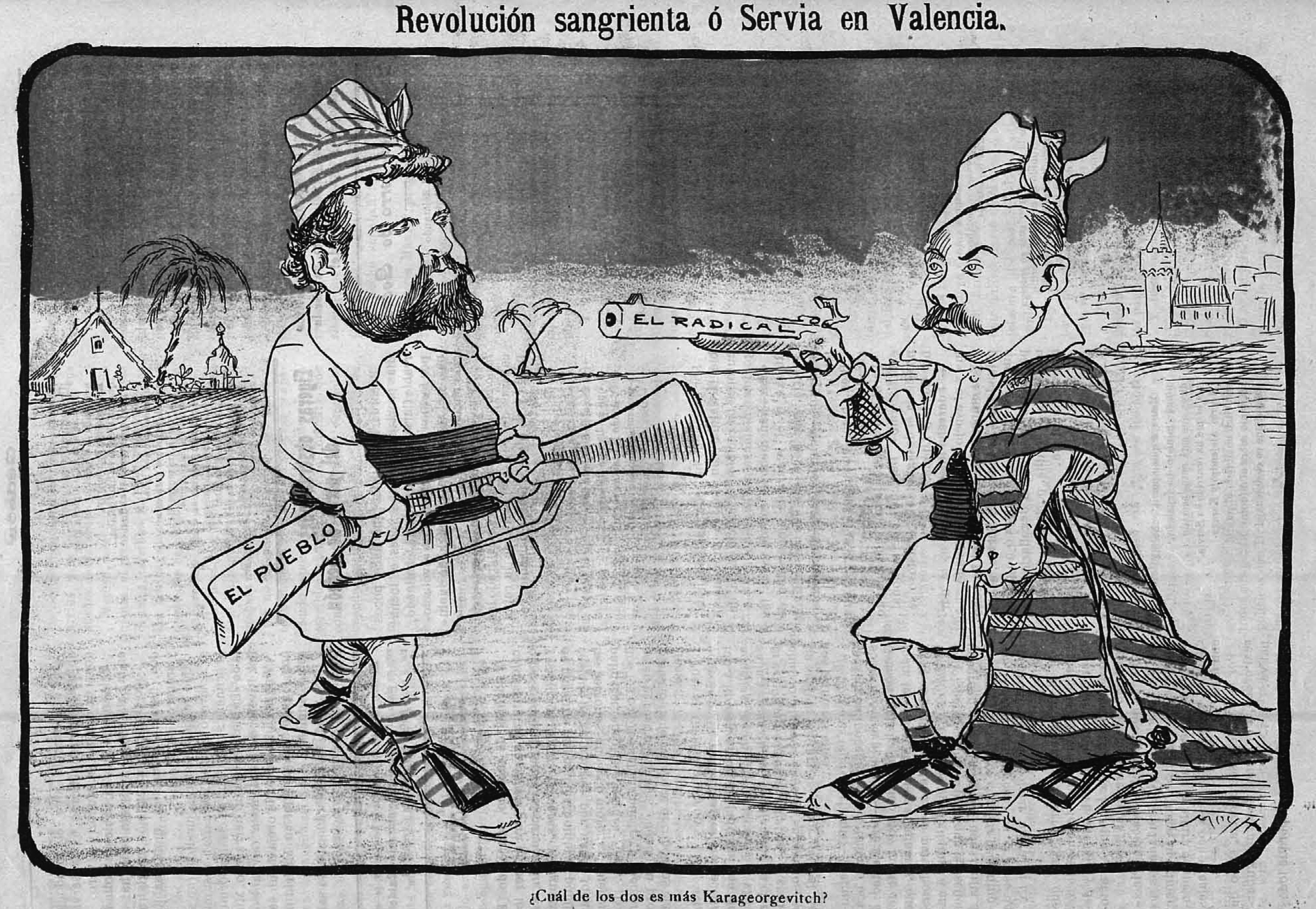
Caricatura de junio de 1903 representando el conflicto entre Vicente Blasco Ibáñez (izquierda) y Rodrigo Soriano (derecha)

En efecto, en 1903 el blasquismo sufrió la escisión «sorianista», como consecuencia del ataque despiadado que hizo público Soriano, «número dos» del movimiento, contra Blasco Ibáñez, aspirando a ocupar su lugar de líder. Soriano creó otro partido y se desencadenó una «guerra fratricida entre los fanáticos incondicionales de Blasco y el inevitable batallón de resentidos y desengañados que siguieron a Soriano», lo que enrareció el clima político en la ciudad de Valencia (hubo un tiroteo al volver de un mitin). Así, Blasco, tras las elecciones de 1905, en las que volvió a salir elegido diputado, decidió trasladarse a Madrid para alejarse de las «pasiones que su persona despertaba en Valencia». Aún se vio obligado por sus correligionarios a presentarse a las elecciones de 1907, volviendo a salir elegido, pero en noviembre de 1908 renunció a su escaño y abandonó la vida política activa, que no retomaría hasta la dictadura de Primo de Rivera, a la que combatió desde su exilio.

### De Madrid a Argentina (1905-1914)

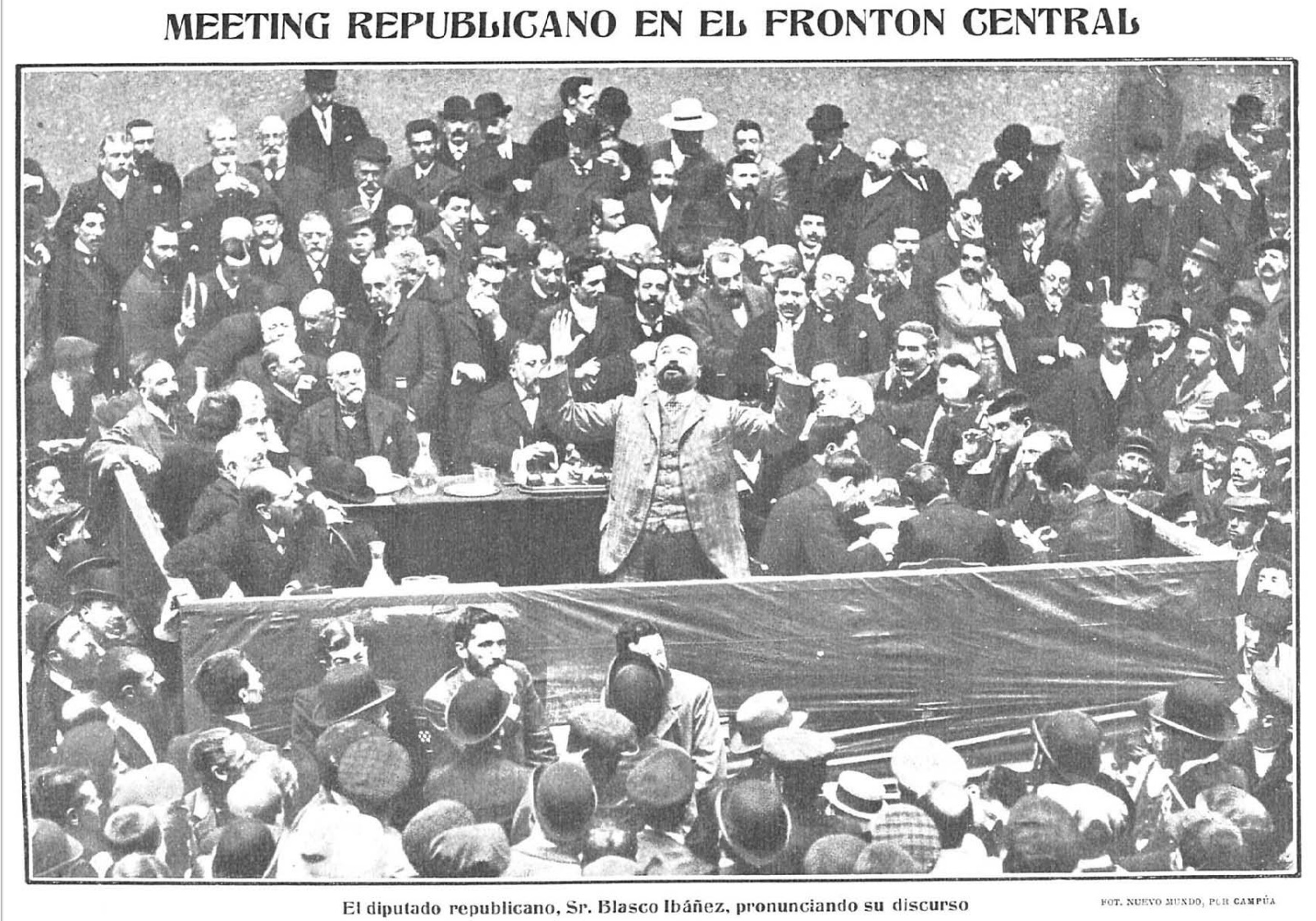
Blasco Ibáñez en un mitin republicano en el frontón central de Madrid en mayo de 1905, fotografiado por Campúa.

A partir de su abandono de la vida política y su marcha a Madrid, Blasco se dedica sólo a la literatura y a promocionar sus obras y las de la editorial que lleva en Valencia su amigo y socio Sempere. En su estancia en la capital descubre la vida mundana de las tertulias, los salones, las noches galantes, la ópera y el teatro. Acude al salón de Colombine, seudónimo de Carmen de Burgos, feminista y republicana, donde los miércoles recibía «a lo que contaba» en el mundillo literario y artístico. Y conoce a la esposa del embajador de Chile, con la que mantendrá una larga relación amorosa. Con ella realiza un viaje a Oriente, cuyas crónicas vende a periódicos de Madrid, de Buenos Aires y de México. En 1908 publica Sangre y arena, una de sus novelas de mayor éxito internacional, a pesar de que Blasco odiaba los toros y los había ridiculizado repetidas veces en sus artículos de El Pueblo. Hay quien cree que «en la novela todo es charanga y pandereta, por lo que no es extraño que encantara en Hollywood».
Uno de los retratos que Joaquín Sorolla le hizo al novelista, con el título de Caballero español (1906), fue adquirido por el museo The Hispanic Society of América de Nueva York. Poco después es él en persona quien viaja al nuevo continente.
En 1909 viaja a Argentina, contratado para una gira de conferencias. En su debut en Buenos Aires alterna escenario con Anatole France. Obtiene un gran éxito y gana mucho dinero, que no se recata en airear.

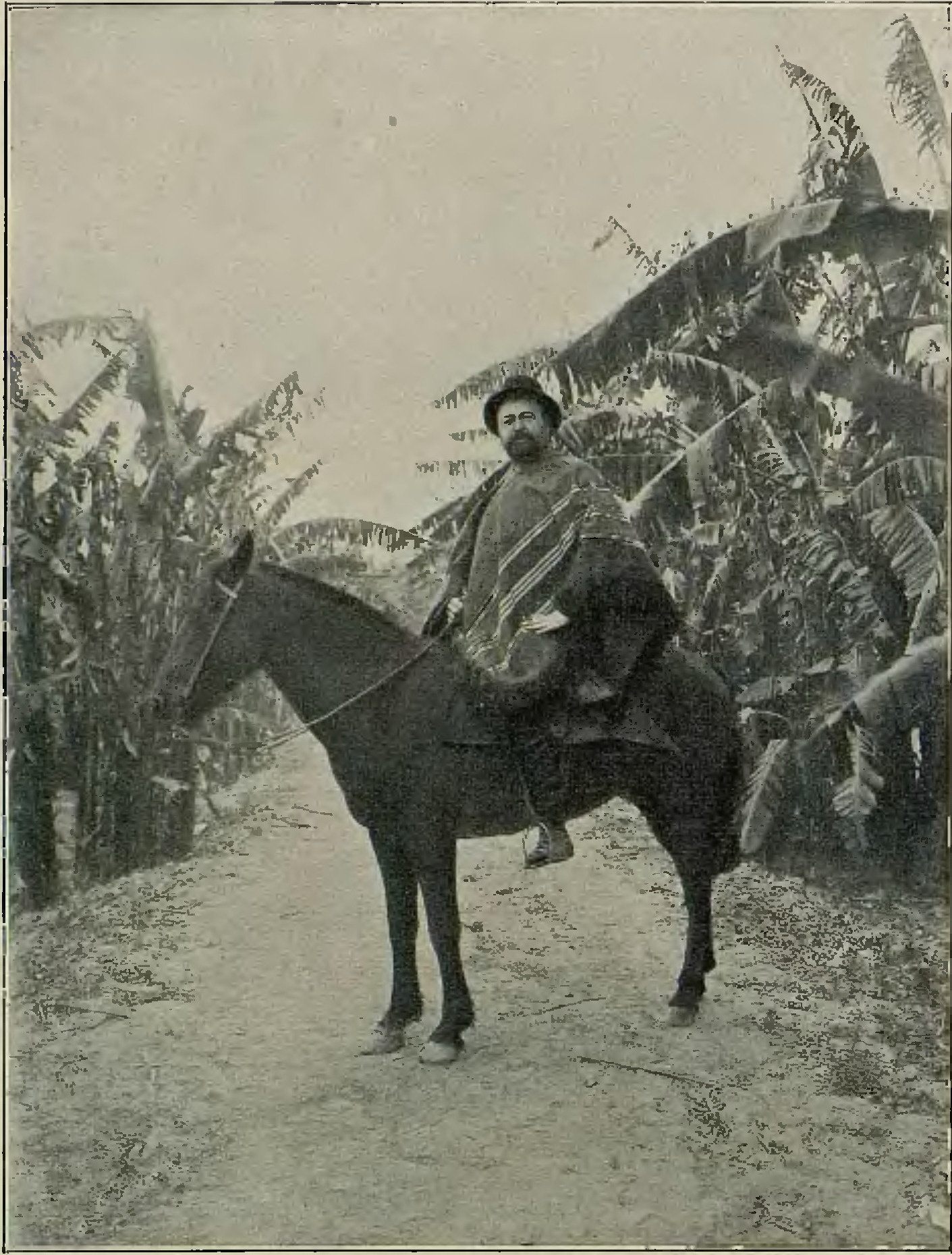
Fotografía de Blasco Ibáñez en el Chaco salteño, publicada en su libro Argentina y sus grandezas, 1910.

En las conferencias en Argentina trata los más variados temas: Napoleón, Wagner, pintores del Renacimiento, la Revolución Francesa, Cervantes, filosofía, cocina, etc. De Buenos Aires dice que es un París que habla castellano y en el Club Español de dicha ciudad habla del idioma como gran lazo de unión y de Cervantes como un rey a quien nadie destronaría. De España no nos separa sino el Atlántico —dice— y los mares no son nada ni son de nadie. Después de pasar por Chile, donde ofreció conferencias en Santiago, Talca y Concepción, regresó a Madrid para escribir Argentina y sus grandezas, que no se volvió a editar desde que se agotó la primera edición. Tras un trabajo ininterrumpido de doce y catorce horas diarias durante cinco meses, sale a la luz esta obra en la que cuenta todo lo que ha visto. Enardecido por una curiosidad insaciable, Blasco no descansó hasta recorrerlo todo para dejar viva impresión de ello en su libro.
En su estancia en Argentina realizó un viaje a la Patagonia y decidió realizar allí y en la región del río Paraná una gran obra de colonización. Se dedicó a comprar tierras que pensaba poner en cultivo trayendo de Valencia labradores que las arrendaran durante diez años y después podrían comprarlas con los beneficios que obtuvieran. Después de un viaje a Valencia para conseguir los agricultores que quisieran sumarse al proyecto, durante los tres años siguientes, de 1911 a 1913, se dedicó por entero a poner en marcha las colonias que bautizó con el nombre de Nueva Valencia y Cervantes. Pero el proyecto terminará en un estrepitoso fracaso. «Me dejé arrastrar por la quimera», confesó. Blasco regresó a España casi completamente arruinado. Buena parte de los colonos valencianos se quedó en Argentina, estableciéndose por su cuenta. Hoy en día, Corrientes y Nueva Valencia son el granero arrocero de la Argentina gracias a los procedimientos de regadío que estableció Blasco Ibáñez y a la labor de aquellos trabajadores valencianos. La colonia de Cervantes se convirtió en la localidad de Cervantes, en la provincia de Río Negro, que actualmente tiene más de 12 000 habitantes.

### Escritor de éxito internacional (1914-1923)

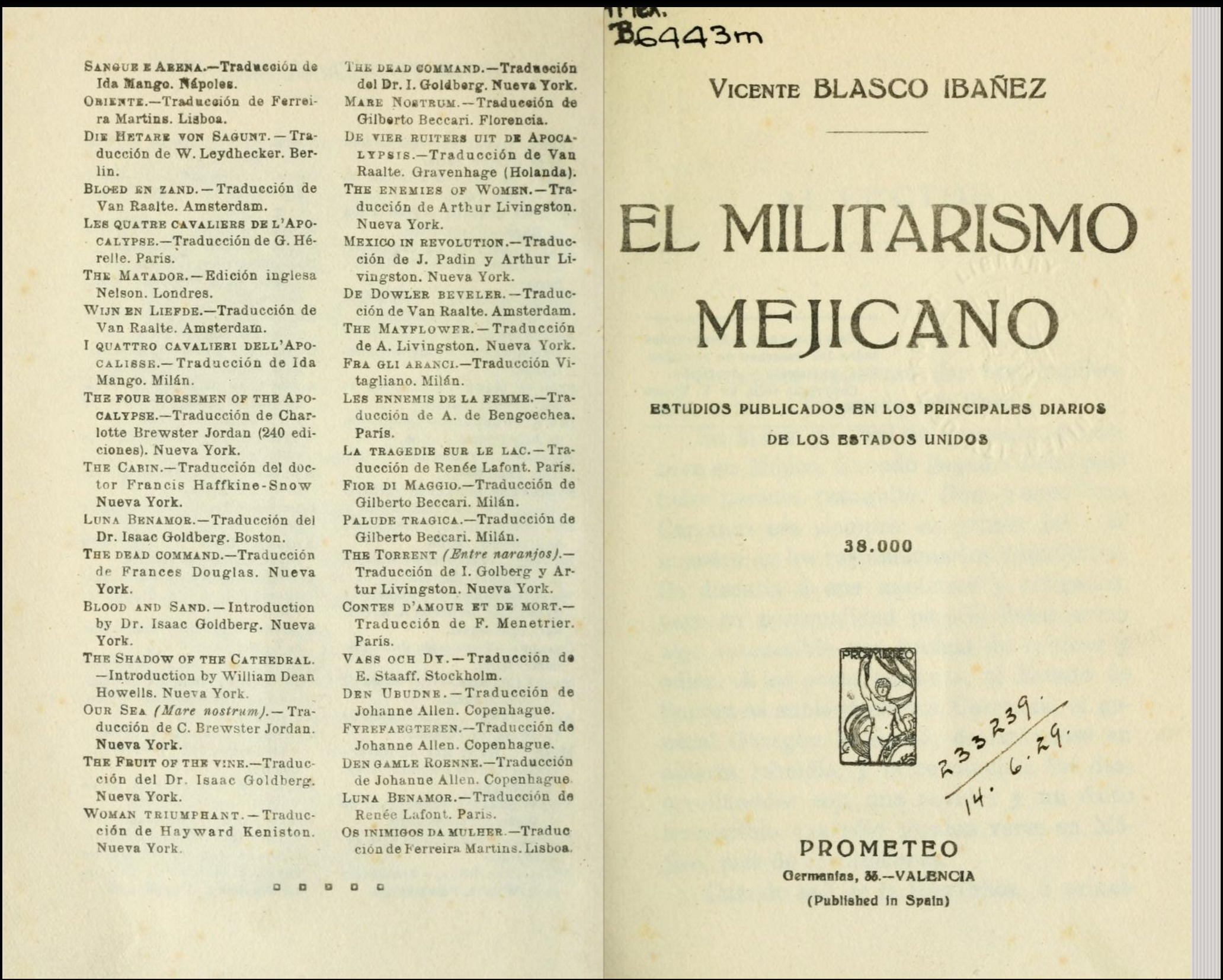
El militarismo mejicano. Trabajo periodístico de 1920. Portadilla.

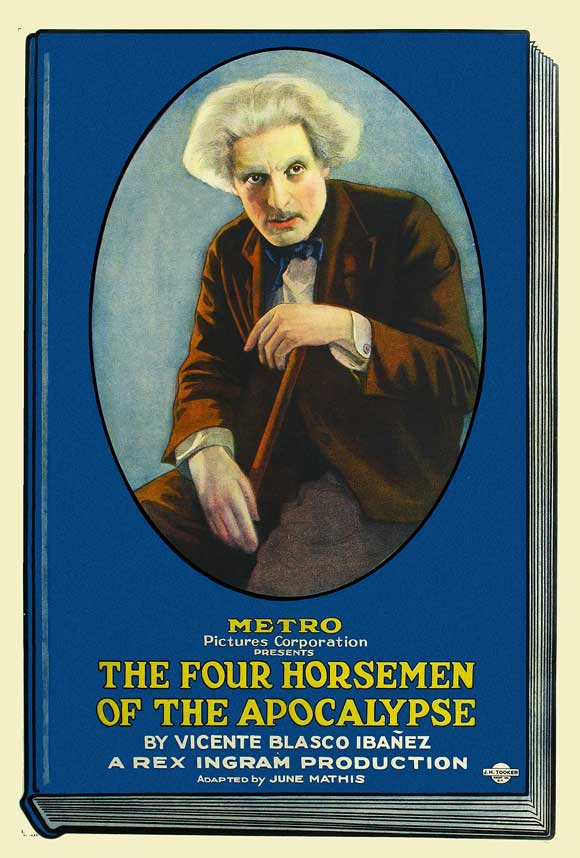
Cartel de la película Los Cuatro Jinetes del Apocalipsis de 1921.

Acuciado por la falta de dinero, decidió convertirse en un escritor internacional fabricante de superventas y para ello se marchó a París, la capital cultural del mundo en aquella época, junto con su compañera Elena Ortúzar. En el verano de 1914 estalla la Primera Guerra Mundial y Blasco ve la ocasión de colocar en la prensa grandes reportajes. Además comienza a publicar en su editorial valenciana una Historia de la guerra europea en fascículos. Para sus reportajes y fascículos visita los frentes y la retaguardia, adoptando un punto de vista favorable a los aliados. Al mismo tiempo comienza a escribir la novela que le hará famoso en el mundo entero y definitivamente rico: Los cuatro jinetes del Apocalipsis. Le seguirían la novela sobre la guerra en el mar, Mare Nostrum (1918), y otra sobre la retaguardia, Los enemigos de la mujer (1919), que completaría la trilogía sobre la «Gran Guerra». Según algunas versiones,[cita requerida] la novela fue un encargo personal del presidente francés Raymond Poincaré a Blasco para que escribiera una novela sobre la guerra.
En Europa la novela Los cuatro jinetes del Apocalipsis pasó desapercibida, desplazada por Sin novedad en el frente, de Erich María Remarque, pero en Estados Unidos obtuvo un enorme éxito, con más de doscientos mil ejemplares vendidos en solo un año. «Desde La Cabaña del tío Tom no se había conocido un fenómeno semejante. Se vendían ceniceros, corbatas, pisapapeles, con motivos alusivos a la novela, y todo el mundo quería conocer al autor». Fue el libro más vendido en Estados Unidos en 1919, según Publishers Weekly, hasta el punto de que en 1921 se realizó la versión en cine protagonizada por un novel Rodolfo Valentino. Las fotografías del retrato al óleo que le hizo Sorolla aparecen en todos los periódicos. Cigarrillos, juguetes, jabones, portan la imagen de los cuatro jinetes. Mister Ibanyés se convierte en el hombre más popular de América. Nuevamente viaja al gran continente y habla en iglesias católicas, protestantes, masónicas, sinagogas. Todos le escuchan.

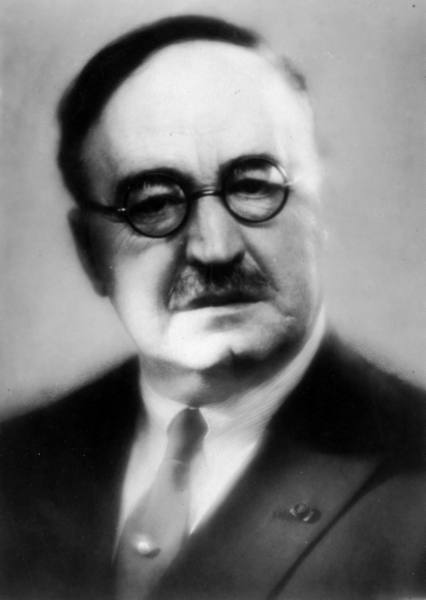
Fotografía de Blasco Ibáñez aparecida en la revista Life en 1920.

La gira norteamericana la organiza un tal Mr. Pond, cuyo abuelo había organizado la gira de Charles Dickens por Estados Unidos que le hizo rico. Blasco Ibáñez viaja por todo el país y recibe el doctorado honoris causa por la Universidad de Washington. Gana mucho dinero con las conferencias y una cadena de prensa le contrata por mil dólares el artículo, una cifra nunca pagada hasta entonces —al volver se comprará un coche Rolls Royce—. En Hollywood firma el contrato para las versiones cinematográficas de Los cuatro jinetes del Apocalipsis y de Sangre y Arena, que protagonizará Rodolfo Valentino. Después visita México invitado por el presidente Carranza. En 1921 vuelve a España camino de la Costa Azul, donde se ha comprado una villa a la que ha bautizado con el nombre de Fontana Rosa, evocación del chalé de la Malvarrosa, en la que pasará el resto de sus días. Pasa por Valencia donde el entusiasmo popular se desborda, sus correligionarios le ofrecen un espectacular homenaje y el Ayuntamiento le dedica la calle en que nació y organiza una cabalgata con carrozas alegóricas que reproducen escenas de sus novelas. «Blasco se dirige a las masas que, como veinte años antes, ocupan la calle dando vivas a la república y a la libertad. El líder político ha vuelto a los suyos aureolado de triunfos internacionales, convertido en mito. En Valencia ningún personaje público ha tenido el arrastre que tuvo Blasco, nadie ha podido suplantarle en la memoria popular».
En su finca de la Costa Azul escribe novelas por encargo —un editor le llega a adelantar 50 000 dólares por una que trate del descubrimiento— y súbitamente decide realizar un viaje alrededor del mundo, del que extrae también cuantiosos beneficios al escribir crónicas periodísticas sobre los lugares exóticos que va visitando que luego recopilará en un libro titulado La vuelta al mundo de un novelista, que se publicará en tres volúmenes entre 1924 y 1925.

### Contra la dictadura de Primo de Rivera (1923-1928)
Poco antes de iniciar la vuelta al mundo, en España se había instaurado la dictadura de Primo de Rivera y cuando un periodista le preguntó por el pronunciamiento militar, Blasco Ibáñez contestó que se encontraba alejado de la política y que no iba a abandonar su proyecto —una actitud que fue duramente criticada por Manuel Azaña en un artículo—. Pero cuando vuelve está decidido a combatir a la dictadura y declara: «Tengo energías suficientes para luchar otra vez». En este cambio parece que influyeron los contactos que mantuvo con el político liberal exiliado Santiago Alba, que le explicó lo que estaba pasando en España y refiriéndole especialmente el confinamiento que había sufrido Miguel de Unamuno en Fuerteventura y el papel que estaba desempeñando este de oposición a la Dictadura desde París. Su vuelta a la vida política la prepara cuidadosamente, con filtraciones a la prensa sobre sus intenciones incluidas, y escoge el homenaje a Émile Zola que se celebraba cada año ante su tumba en París. Allí pronuncia unas palabras que serán recogidas por los diarios de Europa y América:

Nació en un tiempo en que era preciso defender la libertad y la verdad, y las defendió ofreciendo bienestar, fama y vida... A ningún hombre que pueda tener eco en España y en el mundo entero le es lícito callar en estos momentos.

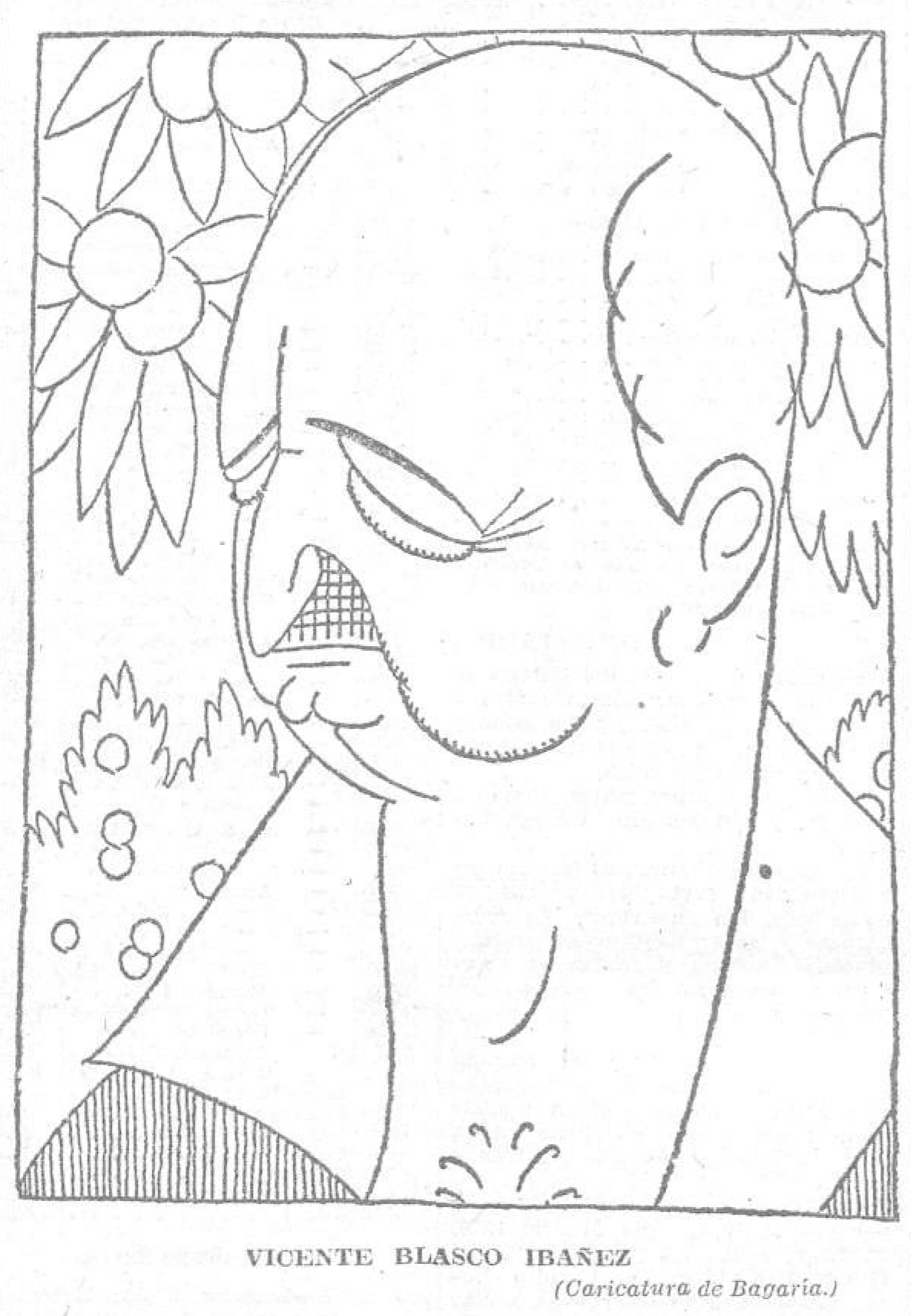
Caricaturizado por Bagaría en El Sol (1928)

Así, publica en París en 1924 Una nación secuestrada (El terror militarista en España), folleto al que le siguen al año siguiente Lo que será la República española (Al país y al ejército) y Por España y contra el rey (Alfonso XIII desenmascarado). En ellos, además de denunciar a la dictadura primorriverista y al rey que la sustenta, explica que él, como Víctor Hugo ante Napoleón III, sigue siendo el republicano insobornable de siempre. Una nación secuestrada, «un libelo en toda regla» según Ramiro Reig, tuvo un enorme impacto y Primo de Rivera cometió el error de entablar un proceso legal por injurias a Alfonso XIII ante los tribunales franceses, lo que amplificó el escándalo y provocó la solidaridad del gobierno y de la Asamblea Nacional, que recordó el apoyo que había dado Blasco a Francia durante la Primera Guerra Mundial. El gobierno español acabó retirando la querella.
Además de publicar estos folletos, Blasco crea y financia la revista España con honra, el órgano de la oposición exiliada a la Dictadura. Asimismo, renuncia a su candidatura para el ingreso en la Real Academia Española. Como reacción a la oposición de Blasco a la dictadura, la prensa española lanza una campaña denigratoria contra él y el Ayuntamiento de Valencia, del que han sido excluidos sus partidarios, arranca la placa con su nombre de la calle que tenía dedicada en la ciudad.

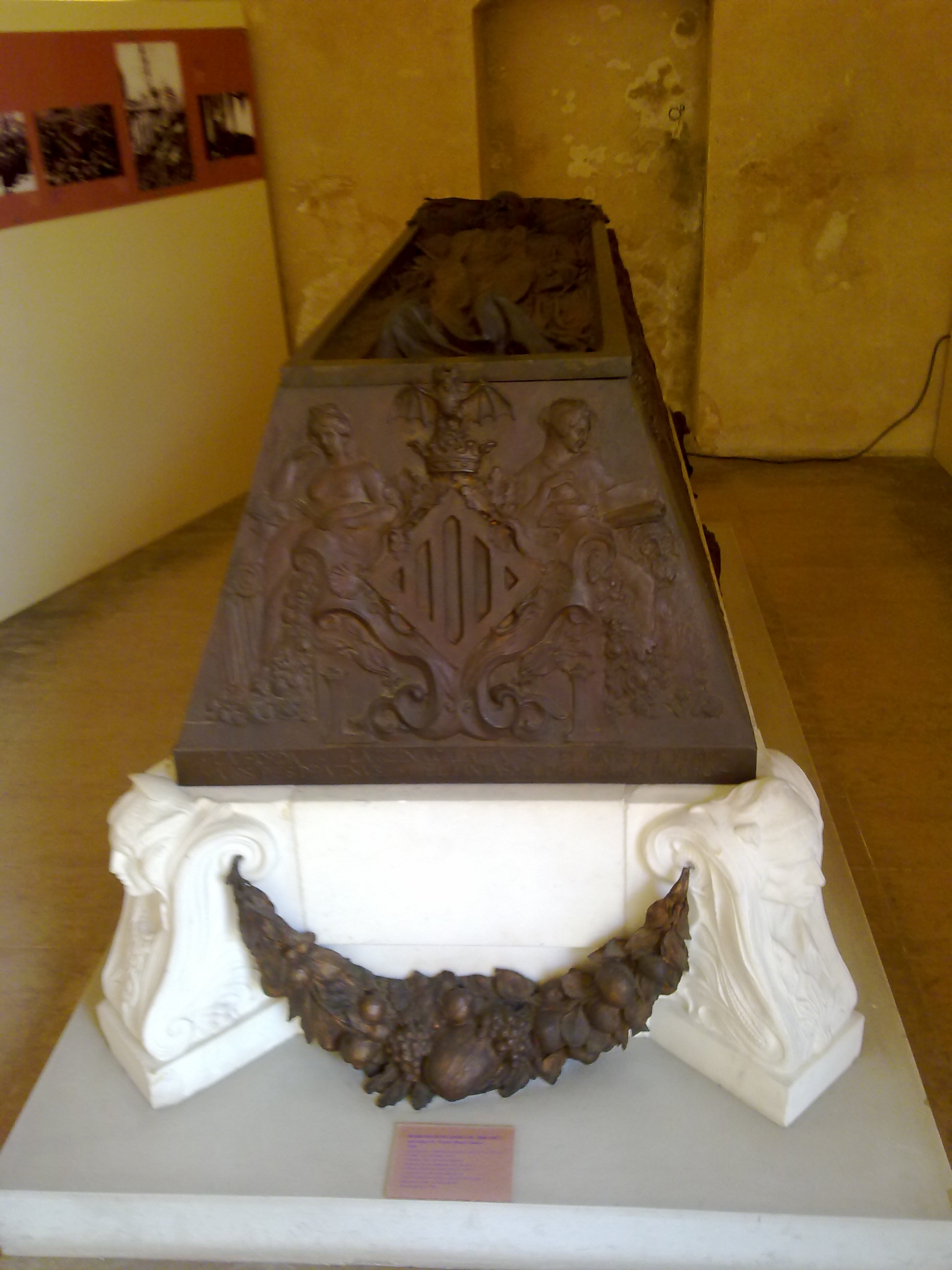
Sarcófago diseñado por Benlliure para acoger los restos del escritor, que se encuentra en el Cementerio General de Valencia.

Cuando estaba empezando una nueva novela que iba a ser el relato de su vida y que llevaría por título La juventud del mundo, murió en su residencia Fontana Rosa en Menton (Francia) el 28 de enero de 1928, un día antes de cumplir sesenta y un años, a causa de las complicaciones de una neumonía.
Sus restos fueron trasladados a Valencia después de la proclamación de la Segunda República Española, cumpliéndose así un deseo expresado en 1921 en su última visita a su ciudad: «Quiero descansar en el más modesto cementerio valenciano, junto al Mare Nostrum que llenó de idea mi espíritu». El 29 de octubre de 1933 el pueblo republicano de Valencia se echó a la calle para recibir en procesión cívica, encabezada por el gobierno de la República, el féretro de Blasco Ibáñez, que fue llevado a hombros por los pescadores del Grao. «Miles de personas, todos sus personajes, ocupaban las aceras para decirle adiós. En la tapa del féretro, diseñado por Mariano Benlliure, se había tallado un libro abierto y la leyenda Los muertos mandan, título de uno de sus libros».

### Vida privada
Dividió su vida entre la política, el periodismo, la literatura y el amor a las mujeres, de las que era un admirador profundo, tanto de la belleza física como de las características psicológicas de estas. Se definía como un hombre de acción, antes de como un literato. Escribía con inusitada rapidez. Era entusiasta de Miguel de Cervantes y de la historia y la literatura españolas. En muchas de las conferencias que dictó por el mundo, defendió el pasado glorioso español y enarboló la bandera de las letras hispanas. Su presencia en Japón a finales de 1923, durante el viaje transatlántico, fue determinante para que un pequeño grupo de profesores universitarios e intelectuales se animara a acometer las primeras traducciones directas al japonés de literatura española, empezando por la obra del propio Blasco.
Amaba la música tanto o más que la literatura. Wagner le apasionaba, su apoteósica música exaltaba su viva imaginación y soñaba con los dioses nórdicos y los héroes mitológicos como Sigfrido, nombre que más tarde pondría a uno de sus cuatro hijos. En su obra Entre naranjos, nos deleita con el simbolismo de las óperas del célebre compositor. En una reunión típica de la época, en que los jóvenes se reunían para hablar de música y literatura y recitaban poesías, conoce a la que sería su esposa y madre de sus hijos, María Blasco del Cacho.
Se casó con María Blasco en 1891. A pesar de tener el mismo apellido, no eran familia. Tuvieron cuatro hijos: Mario, Julio César (fallecido a los veinticuatro años de edad), Sigfrido y Libertad. Su mujer falleció en 1925 en Valencia, mientras él residía exiliado en Menton. Se casó en segundas nupcias en 1925 con Elena Ortuzar, de nacionalidad chilena.
Conservó, a pesar de sus correrías por el mundo, una villa en la playa de la Malvarrosa de Valencia, en donde debatía con los intelectuales y amigos de su época. Esta villa actualmente restaurada es la Casa-Museo Vicente Blasco Ibáñez.

## Obras
La primera edición de sus Obras completas (Madrid: Aguilar, 1946, 3 vols.) es, pese a lo que afirma, muy incompleta e insatisfactoria debido a que en esos primeros tres tomos están las obras que en vida Don Vicente consideraba sus obras mas representativas. Entre 1977 y 1978 la misma editorial Aguilar publica tres nuevos tomos que contienen las obras inéditas que no aparecían en los tres primeros, obras con marcado patriotismo, pro Republica y tonos anticlericales. Obras tales como ¡Por la Patria!, La Araña Negra, Los Fanáticos (continuación de La Araña Negra), ¡Viva la Republica! entre otros. 
Además, en el tomo IV se publica una novela llamada La Voluntad de Vivir, considerada como un autentico rescate ya que en vida el autor jamás pudo publicarla debido a posibles malos entendidos con el señor Luis Simarro Lacabra, un muy querido amigo suyo. Don Vicente tenia por costumbre regalar a sus mas cercanas amistades una copia de cada nueva novela antes de publicarla para recibir de parte de ellos sus opiniones y puntos de vista y con esta novela en particular sus amigos le hicieron ver que Don Luis podría darse por aludido y ver su honor dañado por un personaje de la novela. Esa es la razón por la cual el autor decidió no publicarla. Años después de su muerte, se tuvo la intención de editarla y lanzarla al publico pero debido a la guerra civil jamás se concreto ese proyecto ya que según nos cuenta su hija Doña Libertad Blasco-Ibañez en el prologo de la obra, era imposible encontrar aunque sea una resma de papel. En 1953 se publica por fin esta novela por medio de la editorial Planeta pero debido a la fuerte censura franquista la obra resulto muy mutilada. Ya en 1977 se publica íntegramente en la mencionada editorial Aguilar y cuenta con un prologo escrito por Doña Libertad.
Aunque hablaba valenciano, escribió casi por completo sus obras en castellano con solo nimios toques de valenciano en ellas, aunque también escribió algún relato corto en valenciano para el almanaque de la sociedad Lo Rat Penat. Cultivó fundamentalmente la narrativa y también ejerció de historiador, viajero y ensayista.

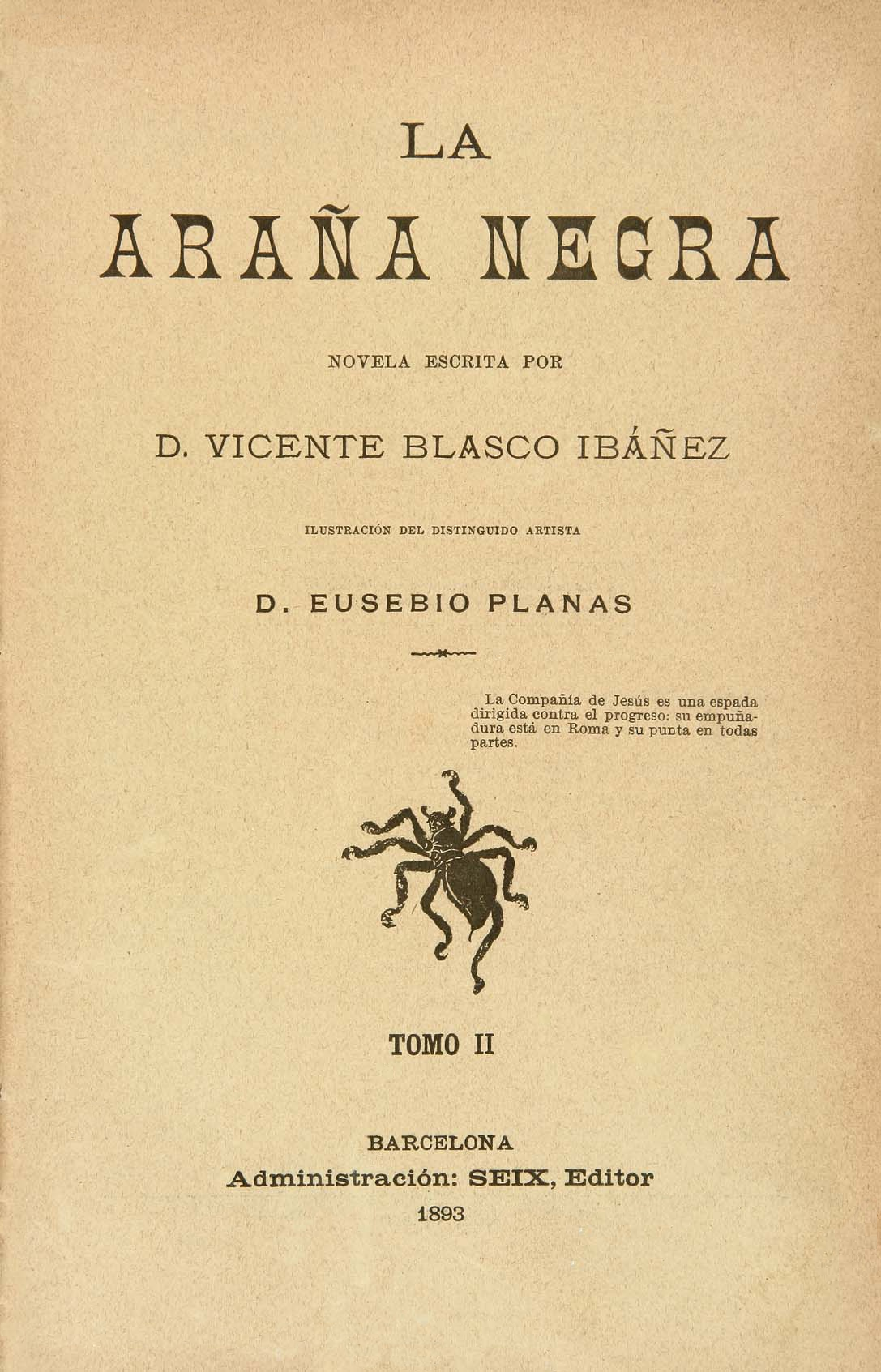
Portada del tomo II (1893) de La araña negra.

Aunque por algunos críticos se le ha incluido entre los escritores de la generación del 98, la verdad es que sus coetáneos no lo admitieron entre ellos y se le vio más bien como naturalista, sobre todo por sus novelas sobre la tierra valenciana. Vicente Blasco Ibáñez fue un hombre afortunado en todos los órdenes de la vida y además se enriqueció con la literatura, cosa que ninguno de ellos había logrado. Además, su personalidad arrolladora, impetuosa, vital, le atrajo la antipatía de algunos. Sin embargo, pese a ello, el propio y levantino Azorín, uno de sus detractores, ha escrito páginas extraordinarias en las que manifiesta su admiración por el escritor valenciano por sus descripciones de la Huerta de Valencia y de su mar, destacables en sus obras ambientadas en la Comunidad Valenciana, su tierra natal, semejantes en luminosidad y vigor a los trazos de los pinceles de su gran amigo, el ilustre pintor valenciano Joaquín Sorolla.
Blasco cultivó varios géneros dentro de la narrativa. Así, obras como Arroz y tartana (1894), Cañas y barro (1902) o La barraca (1898), entre otras, se pueden considerar novelas regionales, de ambiente valenciano. Al mismo tiempo, destacan sus novelas históricas, entre las cuales se encuentran: Mare Nostrum, El caballero de la Virgen, el ya citado Los cuatro jinetes del Apocalipsis (1916), El Papa del Mar, A los pies de Venus; o de carácter autobiográfico, como La maja desnuda, La voluntad de vivir e incluso Los Argonautas, en la que mezcla algo de su propia biografía con la historia de la colonización española de América. Añádase La catedral, detallado fresco de los entresijos eclesiásticos de la catedral de Toledo. En marzo de 1987, unas crónicas periodísticas bajo el título genérico Desde Toledo preanuncian su novela toledana, que vería la luz seis meses después (1903). Una obra “de rebeldía”, según palabras del propio Blasco, de un anticlericalismo radical, que presenta sugerentes similitudes con la novela galdosiana Ángel Guerra, publicada doce años antes.
La obra de Vicente Blasco Ibáñez, en la mayoría de las historias de la literatura española hechas en España, se califica por sus características generales como perteneciente al naturalismo literario. También se pueden observar, en su primera fase, algunos elementos costumbristas y regionalistas.
Sin embargo, se pueden agrupar sus obras literarias según su gran variedad temática frecuentemente ignorada en su propio país, puesto que además de las novelas denominadas de ambiente valenciano (Arroz y tartana, Flor de Mayo, La barraca, Entre naranjos, Cañas y barro, Sónnica la cortesana, Cuentos valencianos, La condenada), hay novelas sociales (La catedral, El intruso, La bodega, La horda), psicológicas (La maja desnuda, Sangre y arena, Los muertos mandan), novelas de temas americanos (Los argonautas, La tierra de todos), novelas sobre la guerra, la Primera Guerra Mundial (Los cuatro jinetes del Apocalipsis, Mare nostrum, Los enemigos de la mujer), novelas de exaltación histórica española (El Papa del mar, A los pies de Venus, En busca del Gran Kan, El caballero de la Virgen), novelas de aventuras (El paraíso de las mujeres, La reina Calafia, El fantasma de las alas de oro), libros de viajes (La vuelta al mundo de un novelista, En el país del arte, Oriente, Argentina y sus grandezas) y novelas cortas (El préstamo de la difunta, Novelas de la Costa Azul, Novelas de amor y de muerte, El adiós de Schubert) entre sus muchas obras.

### Novelas
En orden cronológico de las primeras ediciones:
- Fantasías (Leyendas y tradiciones). Imprenta el Correo de Valencia (1887).
- ¡Por la patria! Romeu el Guerrillero. Imprenta el Correo de Valencia (1888).
- La araña negra. Editorial Seix, Barcelona, 2 vols. (1892).
- ¡Viva la República! Novela histórica. M. Senent, Valencia, 2 vols. (1893).
- Noche de bodas. Fundación del Libro. (1893).
- Arroz y tartana. Biblioteca de El Pueblo, Valencia (1894).
- Flor de mayo. Biblioteca de El Pueblo, Valencia (1895).
- Los fanáticos, Barcelona: Seix, 2 vols. (1895).
- En el cráter del volcán, Madrid: Cosmópolis, s. a.
- Cuentos valencianos. Imprenta Alufre, Valencia (1896).
- La barraca. Folletín en El Pueblo (1898).
- Entre naranjos. Sempere, Valencia (1900).
- La condenada (narraciones breves). Sempere, Valencia (1900).
- Sónnica la cortesana. Sempere, Valencia (1901).
- Cañas y barro. Sempere, Valencia (1902).
- La catedral. Sempere, Valencia (1903).
- El intruso. Sempere (1904).
- La bodega. Sempere (1905).
- La horda. Sempere (1905). Facsímil en Biblioteca Virtual Miguel de Cervantes.
- La maja desnuda. Sempere (1906).
- La voluntad de vivir. (escrita en 1907 pero publicada hasta 1953 póstumamente, Planeta. Publicada íntegramente en 1977, Aguilar).
- Sangre y arena. Sempere (1908).
- Los muertos mandan. Sempere (1909).
- Luna Benamor. Sempere, (1909).
- Los argonautas. Valencia: Prometeo (1914).
- Los cuatro jinetes del Apocalipsis. Valencia: Prometeo, 1916.
- Mare Nostrum. Valencia: Prometeo, 1918.
- Los enemigos de la mujer. Valencia: Prometeo, 1919
- La tierra de todos. Valencia: Prometeo, s. a.
- El préstamo de la difunta (narraciones breves). Valencia: Prometeo, 1921. Incluye: El préstamo de la difunta ; El monstruo ; El rey de las praderas ; Noche servia ; Las plumas del caburé ; Las vírgenes locas ; La vieja del cinema ; El automóvil del general ; Un beso ; La loca de la casa ; La sublevación de Martínez ; El empleado del coche-cama ; La cigarra y la hormiga
- El paraíso de las mujeres. Valencia: Prometeo, 1922
- La Tierra de Todos. Valencia: Prometeo, 1922
- La Reina Calafia. Valencia: Prometeo, 1923
- Novelas de la Costa Azul (narraciones breves). Valencia: Prometeo, 1924.
- Una nación secuestrada (El terror militarista en España). París, 1924.
- El papa del mar. Valencia: Prometeo, 1925.
- A los pies de Venus: los Borgia. Valencia: Prometeo, 1926
- Novelas de amor y de muerte (narraciones breves). Valencia: Prometeo, 1927. Incluye: El secreto de la Baronesa ; Piedra de Luna ; El rey Lear, impresor ; La devoradora ; El réprobo ; El despertar del Buda
- Mademoiselle Norma, Madrid: Cosmópolis, 1927.
- Un idilio nihilista (novelas). Madrid: Mireya, 1928. Incluye Un idilio nihilista ; La muerte de Capeto ; Marinoni.
- El conde Garci Fernández, Madrid: Cosmópolis, 1928
- Marujita Quirós, Madrid: Cosmópolis, 1928
- El señor Avellaneda, Madrid: Cosmópolis, 1928
- La misa de media noche : leyendas y tradiciones, Madrid: Cosmópolis, 1928
- El caballero de la Virgen (Alonson de Ojeda). Valencia: Prometeo, 1929. Edición póstuma
- En busca del Gran Khan (Cristóbal Colón) 1929, póstuma.
- El padre Claudio, Madrid: Colón, 1930, póstuma.
- El fantasma de las alas de oro, 1930, póstuma
- La condenada y otros cuentos, 1979, editada por sus herederos.

Las obras originales de Vicente Blasco Ibáñez, según la legislación española, pasaron a dominio público en 2008 al cumplirse 80 años de la muerte de su autor.
En el año 2022 se publicó la versión de su novela El intruso adaptada a lectura fácil por Javier Alcázar Colilla.

### Otras obras
- El catecismo del buen republicano federal. Imprenta Ripollés, Valencia, 2 vols (1892).
- París, impresiones de un emigrado. M. Senent, Valencia (1893)
- El juez. Drama en tres actos y en prosa, Valencia: Imprenta de Ripollés, 1894.
- En el país del arte (tres meses en Italia), Valencia: El Pueblo, 1896.
- Oriente (viajes), Sempere, 1907.
- Argentina y sus grandezas, Madrid: Hispanoamericana, 1910; 2.º ed. Buenos Aires: Institución Cultural Española, 1943
- La sombra de Atila : emociones de la guerra grande, Santiago de Chile: Editorial Chilena, 1916.
- El militarismo mejicano : estudios publicados en los principales diarios de los Estados Unidos, Valencia: Prometeo, 1920.
- Una nación secuestrada (el terror militarista en España), París, 1924.
- La vuelta al mundo de un novelista Valencia: Prometeo, 1924-1925, 3 vols.
- Por España y contra el Rey (Alfonso XIII desenmascarado), París: Excelsior, 1925.
- Lo que será la República Española (Al país y al ejército), París, 1925.
- Historia de la guerra europea de 1914. Valencia: Prometeo, 1914-1921, 9 vols.; 2.ª ed. 1920-1930, 9 vols.
- Historia de la revolución española (desde la Guerra de la Independencia a la Restauración de Sagunto) 1808-1874, Barcelona: La Enciclopedia Democrática, 1890-1892, 3 vols; 2.ª ed. Madrid: Cosmópolis, 1930-1931, 15 vols.
- Estudios literarios, 1933.

### Traducciones
- La Historia de la Revolución Francesa de Jules Michelet (Valencia: Biblioteca Popular, 1898-1900, 3 vols.)
- Richard Wagner, Novelas y pensamientos : (músicos, filósofos y poetas): Valencia: F. Sempere, 1901.
- Novísima Geografía Universal de Élisée Reclus, en seis tomos (1906). Traducido junto a su cuñado el geólogo Alberto Carsí.
- La Novísima historia universal (desde los tiempos prehistóricos a 1908) escritas por los individuos del Instituto de Francia Gastón Maspero, Jules Michelet, Ernesto Renán et al., Madrid: Editorial Española-Americana, 1908-1920, 16 vols.
- El libro de las mil noches y una noche, traducción desde la versión francesa de J. C. Mardrus (1889), (Valencia: Editorial Prometeo, 1916, 6 vols.)
- Numerosas obras clásicas, destacando"Dramas completos" de William Shakespeare, que firmó bajo el seudónimo Rafael Martínez Lafuente y que han resultado ser plagios de otras traducciones.[33]

### Adaptaciones al cine

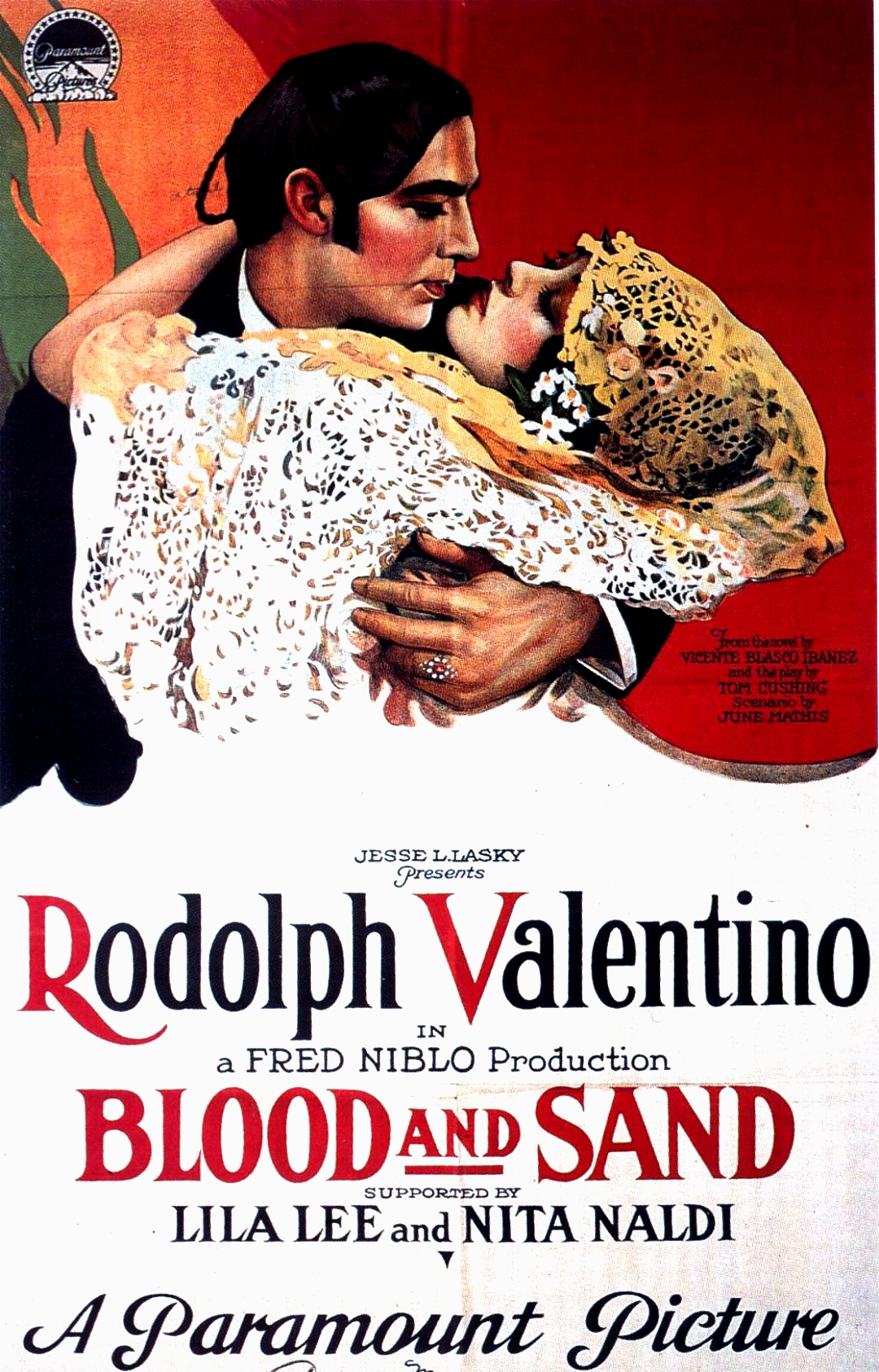
Cartel de la película Sangre y arena (1922).

Hollywood fue pionera en llevar a cabo versiones de las novelas del valenciano, pero el cine español de la década de 1900 ya se encargó de realizar alguna adaptación. El propio escritor dirige junto a Max André la primera versión de Sangre y arena y José Luis León Roca menciona en su biografía, Vicente Blasco Ibáñez (ed. Diputación Valenciana, 1986), que el escritor podría haber adaptado en el 17 su relato La vieja y el cinema aunque la cinta se habría perdido. Tuvieron gran éxito Los cuatro jinetes del Apocalipsis, una superproducción de Rex Ingram estrenada en 1921, que convirtió a Rodolfo Valentino en estrella, junto a Nita Naldi (Vincente Minnelli realizó otra versión en 1962); Sangre y arena (1922) de Fred Niblo, que consolida a Valentino como astro cinematográfico en todo el mundo, que tuvo una nueva versión con el mismo título dirigida por Rouben Mamoulian en 1941 con Tyrone Power, Linda Darnell, Rita Hayworth y Anthony Quinn; y Mare nostrum (1926) de Rex Ingram, con Antonio Moreno y Alice Terry en un papel de espía predecesor del de Greta Garbo en la película Mata Hari. Precisamente Greta Garbo debutó ese año en Hollywood con dos adaptaciones de Vicente Blasco Ibáñez: El Torrente, dirigida por Monta Bell y basada en Entre naranjos, y La tierra de todos que empezó a dirigir el maestro sueco Mauritz Stiller y terminó Fred Niblo. En 1930 se realizó una cinta con versión muda y sonora llamada La bodega, de Benito Perojo, con Concha Piquer casi debutando en el cine.
En 1941 se hace otra versión de Sangre y arena con todo lujo de medios y rodándose en technicolor para la 20th Century Fox con Tyrone Power, Linda Darnell y Rita Hayworth. En España, Rafael Gil rueda uno de sus mejores títulos adaptando la obra Mare Nostrum en 1948 y Juan de Orduña dirigió en 1954 otra versión hispano-italiana de Cañas y Barro. En el cine hispanoamericano también se hacen versiones de las novelas más famosas del autor, como La barraca de 1945 y Flor de mayo de 1959, ambas dirigidas por Roberto Gavaldón. En 1962, Hollywood vuelve a presentar Los cuatro jinetes del Apocalipsis que resulta en un sonoro fracaso de taquilla.
Los años 70 suponen su redescubrimiento a través de la televisión en España con La barraca y Cañas y barro con actores de primera línea (Victoria Vera, Victoria Abril, José Bódalo) y una realización que las ha convertido en clásicos de la cultura televisiva, a juzgar por las cifras de audiencia y los Premios TP obtenidos.
En los 80 se rodó una nueva versión de Sangre y Arena, dirigida por Javier Elorrieta, en una coproducción protagonizada por una entonces desconocida Sharon Stone junto a Christopher Rydell y secundarios nacionales como Antonio Flores, Guillermo Montesinos o Ana Torrent. La película trasladaba el relato de Blasco a los años 80.
En los últimos años, brillaron dos producciones españolas para la televisión basadas en obras del autor valenciano: Entre naranjos en 1996 dirigida por Josefina Molina, y Arroz y tartana en 2003, con una premiada interpretación de Carmen Maura. También se hizo una biografía sobre su vida titulada Blasco Ibáñez, la novela de su vida en 1997 dirigida por Luis García Berlanga, con Ramón Langa y Ana Obregón como actores. La última adaptación de una novela de Blasco Ibáñez fue Flor de mayo, dirigida en 2008 por Vicente Escrivá para RTVV, protagonizada entre otros por José Sancho y Ana Fernández.

## Memoria histórica

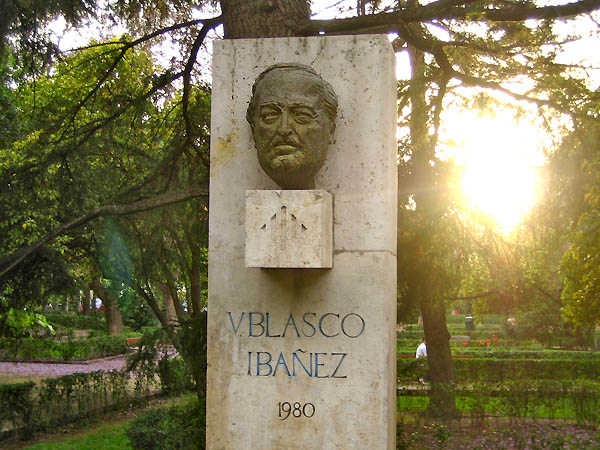
Busto de Blasco Ibáñez en la avenida de Valencia que lleva su nombre

Sus restos fueron repatriados después de su muerte, durante la Segunda República Española, y llegaron al puerto de Valencia el 29 de octubre de 1933. El mausoleo que proyectó para él la ciudad de Valencia no llegó a realizarse al estallar la guerra civil española, según puede leerse en la biografía publicada por la fundación que lleva su nombre:

Su memoria fue borrada, sus libros prohibidos, su familia perseguida y sus bienes incautados. Las obras realizadas hasta ese momento en el mausoleo fueron destruidas y el solar donde se asentaba, en un lugar privilegiado del Cementerio municipal, fue utilizado años más tarde para construir el crematorio. A pesar de todo ello, sus restos se conservaron, y reposan en la actualidad en un nicho ordinario, casi anónimo, en el cementerio civil de Valencia.

El sarcófago que iba a estar destinado a sus restos, obra del escultor Mariano Benlliure, se encuentra expuesto en la entrada del Cementerio General desde 2021.